# Forza, Cannon!
Forza, Cannon! (titolo originale I'm Cannon - For Hire, 1958) è un romanzo giallo di Evan Hunter, pubblicato con lo pseudonimo di Curt Cannon.
Poco prima di morire Hunter ha riscritto il libro, che è stato riedito nel 2005 dalla casa editrice statunitense HardCase Crime con un nuovo titolo, The Gutter and the Grave, e con lo pseudonimo ben più noto di Ed McBain. In Italia è stato stampato da Mondadori nel 2009 nella serie Il Giallo Mondadori con il titolo A un passo dalla tomba.

## Trama
Cannon, dopo il tradimento e la separazione dalla moglie, che non riesce a dimenticare, ha lasciato la professione di investigatore privato ed è diventato un vagabondo quasi sempre sbronzo. Viene contattato da un vecchio conoscente, Johnny Bridges, per indagare sui piccoli furti che avvengono nel negozio di sartoria che gestisce con un socio di nome Dom Archese. Riluttante Cannon si fa convincere, ma quando giungono nel negozio trovano il socio morto e le iniziali JB scritte col sangue sul muro. Bridges viene arrestato e Cannon inizia ad indagare. Ma anche la moglie del socio che si pensava fosse l'amante di Bridges viene trovata morta. L'amante di Bridges invece era la sorella Laraine che diventa senza troppi preamboli intima di Cannon. Anche Loraine sfugge ad un attentato, ma è tutta una messa in scena. In ballo l'assicurazione di Archese e i beneficiari della catena ereditaria, cioè Laraine.

## Edizioni
- Curt Cannon, Forza, Cannon!, traduzione di Bruno Just Lazzari, Serie Gialla Volume 5, Giumar, 1960.
- Ed McBain, A un passo dalla tomba, traduzione di Mauro Boncompagni, Il giallo Mondadori N. 2979, Mondadori, 2009.